# Marie Colinet
Marie Colinet latinisiert Maria Colinetea (* in Genf; † nach 1638 in Bern(?)) war Hebamme, Wundärztin und Autorin. Aus den Aufzeichnungen ihres Mannes Wilhelm Fabry wird deutlich, dass Colinet auch eine hervorragende Chirurgin und Anatomin war.

## Leben
Sie übte ihre Tätigkeit aus als Ehefrau und Mitarbeiterin des Wundarztes Wilhelm Fabry, der sich nach seinem Geburtsort Hilden auch Fabricius Hildanus nannte.
Sie war die Tochter des Buchdruckers Eustache Colinet und heiratete am 30. Juli 1587 in der Kirche St. Gervais in Genf Wilhelm Fabry. Aus der Ehe gingen acht Kinder hervor, von denen nur eines (Johannes, später selbst erfolgreicher und weitgereister Wundarzt) überlebte.
Bisher wurden keine Dokumente über ihr Leben nach dem Tod ihres Mannes aufgefunden. Das Todesdatum beruht daher auf einer Schätzung, die z. T. auf Berner Ratsprotokollen über die Abwicklung des Erbes von Wilhelm Fabry und dem auffälligen Fehlen von Marie Colinet darin beruht.

## Bedeutung
Marie Colinet gilt als berühmteste Hebamme der Schweiz, die sich jedoch nicht nur in der Geburtshilfe auszeichnete (z. B. erstmaliger Gebrauch eines stumpfen Hakens zur Erweiterung enger Geburtswege im Mai 1623, erste erfolgreiche Durchführung eines Kaiserschnitts im Jahr 1603), sondern auch in der Behandlung von Knochenbrüchen und Gelenksverrenkungen. Für die Behandlung eines hochgestellten Mannes, der sich einige Rippenbrüche zugezogen hatte, wurden ihr die Bürgerrechte von Bern verliehen.
Ihre folgenreichste Erfindung machte sie am 5. März 1624, als sie nach mehreren erfolglosen Versuchen ihres Mannes auf den Gedanken kam, einen Stahlsplitter mittels eines Magneten aus dem Auge zu holen. Obwohl Fabry in seinem Bericht über diese Behandlung (5. Centurie, Observatio 21) das neue Verfahren wahrheitsgemäss als Erfindung seiner Frau Maria Colinetea beschrieb, wurde die Magnetextraktion dennoch weithin mit ihm in Verbindung gebracht. 
Dieses Verfahren zur Entfernung metallischer Fremdkörper (Eisensplitter oder Eisenfeilicht) aus dem Auge wurde im 18. und 19. Jahrhundert weiterentwickelt; es hat auch heute noch (neben der Vitrektomie) für den erfahrenen Operateur und bei ausgewählten Augen seine Daseinsberechtigung.

## Literarisches Werk

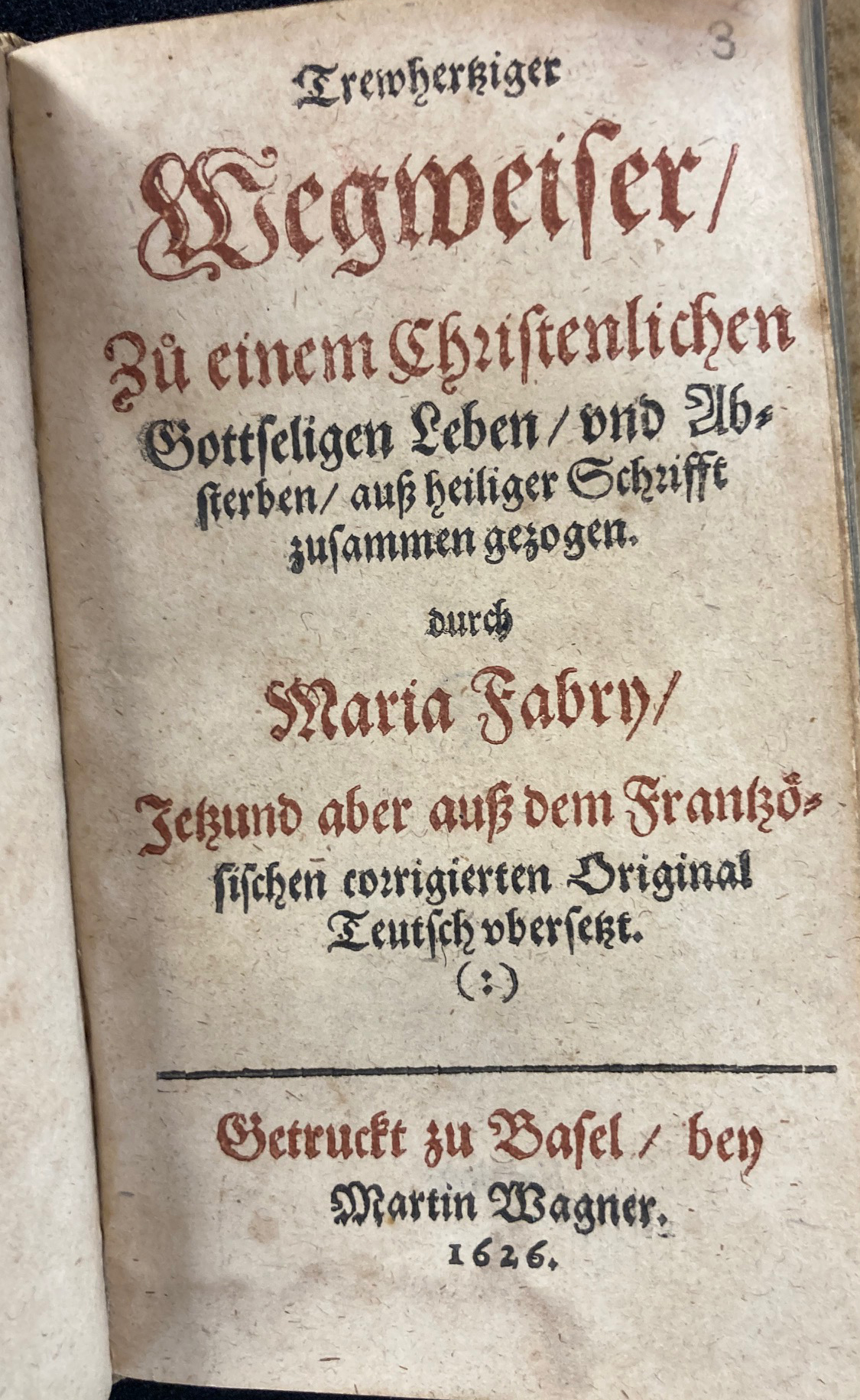
Titelblatt der deutschen Übersetzung aus dem Jahr 1626 von Maria Fabry.

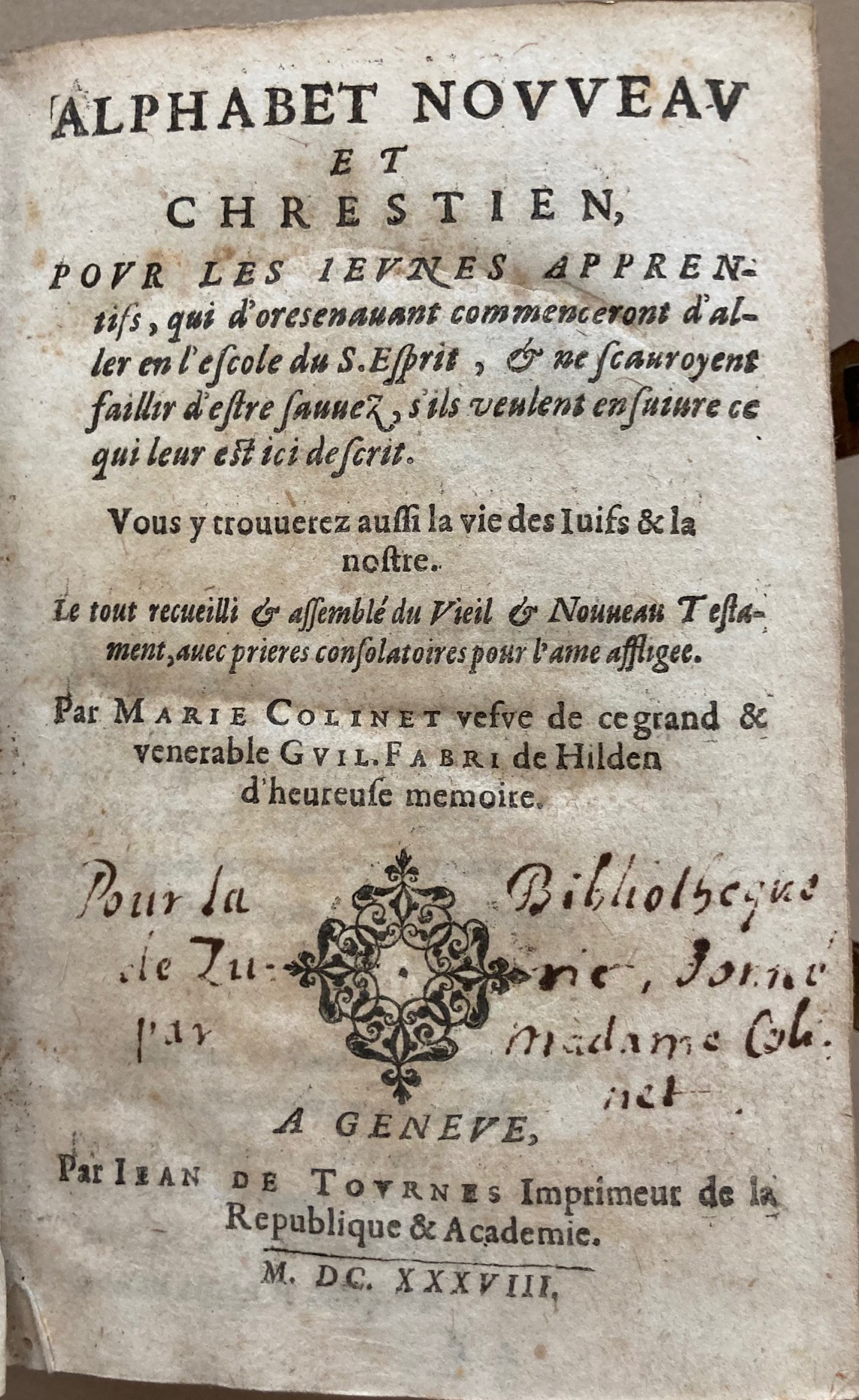
Titelblatt der letzten bekannten Veröffentlichung von Marie Colinet aus dem Jahr 1638.

Neben ihrer Tätigkeit als Hebamme und Wundärztin schrieb Marie Colinet drei theologische Monografien, die als pietistische Erbauungsbücher angesehen werden. Diese veröffentlichte sie unter den drei Namen Marie Fabry, Maria Fabry und Marie Colinet. Ihr erstes Werk wurde 1623 durch Jacob Stuber in Bern gedruckt. Kernstück des 176-seitigen Werks sind Gebete, um Busse zu tun und für den «Trost der Kranken». Die Texte von Letzterem hat sie von Monsieur Moulin übernommen, dessen Name in der deutschen Übersetzung mit Herrn Molinei angegeben wurde. Seine Gebete sind in allen drei Büchern vorhanden. Aufgrund des Erfolgs ihrer ersten Veröffentlichung übersetzte Marie Colinet einige Texte ihres Erstlings ins Deutsche. Die 214-seitige Übersetzung veröffentlichte sie unter dem Namen Maria Fabry im Jahr 1626.
Den Gebetstitel Priere pour le malade auquel y aura apparence de mort wurde im Deutschen wie folgt übersetzt: «Gebätt für einen Krancken / an welchem die Kranckheit tödlich scheinet.» Mehrere der französischen Gebete sind in der deutschen Übersetzung vorhanden. Ihr letztes und umfangreichstes Werk von 768 Seiten veröffentlichte sie 1638 unter dem Namen Marie Colinet. Vermutlich hat sie ihren Mädchennamen nach dem Tod von Wilhelm Fabry 1634 wieder angenommen. Folgende Zeilen sind diesbezüglich aus ihrem letzten Werk zu entnehmen: «Par Marie Colinet vefve de ce grand & venerable Guil.Fabri de Hilden d’heureuse memoire.»
Der Typografische Befund der drei Bücher weist in allen drei Drucken lang-s auf. Die französischen Werke sind in Antiqua mit Kursivierungen und Kapitälchen gehalten. Die deutsche Übersetzung wurde in Fraktur gesetzt und enthält Initialen sowie rund-r.

## Schriften (Auswahl)
- Marie Fabry: Petit Extraict De La Saincte Escripture. Pour ceux qui ne lisent pas volontiers beaucoup. Icy Ils Trouvveront comme ils doivent craindre Dieu. Le tout redigé en tel petit Traitté, qu'on le pourra porter dans la Poche, afin d'y lire tant plus souvent. Jacob Stuber, Bern 1623. (Digitalisat; Forschungsbibliothek Gota).
- Maria Fabry: Trewhertziger Wegweiser, zu einem christenlichen gottseligen Leben, und Absterben, auss heiliger Schrifft zusammen gezogen. Martin Wagner, Basel 1626. (Universitätsbibliothek Basel).
- Marie Colinet: Alphabet nouveau et chrestien, pour les jeunes apprentis, qui d'oresenauant commenceront d'aller en l'escole du S.Esprit, & ne scauroyent faillir d'estre sauvez, s'ils veulent ensuivre ce qui leur est ici descrit. Vous y trouverez aussi la vie des juifs & la nostre. Le tout recueilli & assemblé du Vieil & Nouveau Testament, avec prieres consolatoires pour l'ame affligee. Iean de Tournes, Genf 1638. (Zentralbibliothek Zürich).

## Ehrungen
- In Hilden, der Geburtsstadt ihres Mannes, sind eine Strasse (seit 1993) und eine Sekundarschule (seit 2016) nach ihr benannt.
- Auf dem Areal des Berner Inselspitals wurde 2022 das Gebäude der bisherigen Frauenklinik umbenannt in «Marie-Colinet-Haus».[14]

## Moderne Rezeption
Judy Chicago widmete Marie Colinet eine Inschrift auf den dreieckigen Bodenfliesen des Heritage Floor ihrer Installation The Dinner Party. Die mit ihren Namen beschrifteten Porzellanfliesen sind dem Platz mit dem Gedeck für Caroline Herschel zugeordnet.